# Розенштейн, Род
Род Джей Розенштейн (англ. Rod Jay Rosenstein; род. 13 января 1965, Филадельфия, Пенсильвания, США) — американский государственный деятель, заместитель генерального прокурора США с 26 апреля 2017 по 11 мая 2019 года.

## Биография
В 1986 году окончил Уортонскую школу бизнеса при Пенсильванском университете со степенью бакалавра наук в области экономики, в 1989 году получил диплом доктора права в Гарвардском университете, был редактором университетского издания Harvard Law Review. Затем работал помощником Дугласа Гинзбурга, судьи Апелляционного суда по округу Колумбия.
С 1990 по 1993 год работал в Уголовном подразделении министерства юстиции, которое тогда возглавлял будущий директор ФБР Роберт Мюллер. После избрания президентом Билла Клинтона продолжил работу в министерстве юстиции, был помощником заместителя генпрокурора Филипа Хейманна (1993—1994) и заместителя генпрокурора по уголовным делам Джо Энн Харрис (1994—1995).
С 2001 по 2005 год Розенштейн работал в Налоговом подразделении минюста, а в 2005 году президент Джордж Буш — младший назначил его Федеральным прокурором штата Мэриленд.
13 января 2017 года избранный президент США Дональд Трамп выдвинул Розенштейна на должность заместителя генерального прокурора, а 25 апреля Сенат утвердил его 94 голосами против 6.
9 мая 2017 года Розенштейн направил президенту Трампу меморандум, послуживший основанием для увольнения директора ФБР Джеймса Коми.
17 мая 2017 года назначил Роберта Мюллера специальным прокурором для расследования предполагаемого вмешательства России в президентские выборы США 2016 года.
19 февраля 2019 года президент Дональд Трамп выдвинул Джеффри Розена на пост заместителя генерального прокурора США на замену покидающему министерство юстиции Роду Розенштейну. Кандидатура Розена была одобрена Сенатом.
30 апреля 2019 года заместитель генерального прокурора США Род Розенштейн направил Дональду Трампу письмо о своей отставке. Увольнение ожидалось с момента утверждения генпрокурором Уильяма Барра. Решение об отставке вступило в силу 11 мая.